# غار كرفتو (مقاطعة ديواندرة)
غار كرفتو (بالفارسية: غارکرفتو) هي قرية تقع في قسم اوباتو (مقاطعة ديواندرة) في إيران.